# ミロシュ・ヴェリコヴィッチ
ミロシュ・ヴェリコヴィッチ（セルビア語: Милош Вељковић, Miloš Veljković、1995年9月26日 - ）は、スイス・バーゼル出身のサッカー選手。セルビア代表。レッドスター・ベオグラード所属。ポジションはディフェンダー。

## 経歴

### トッテナム・ホットスパー
2011年にFCバーゼルの下部組織からトッテナム・ホットスパーの下部組織に移籍した。2014年4月8日のホーム・サンダーランドAFC戦で88分にパウリーニョと交代しプレミアリーグデビュー。5月11日のアストン・ヴィラFC戦で62分にサンドロと交代し出場したが、これがトッテナムでの最後の試合となった。
2014年10月16日、フットボールリーグ・チャンピオンシップのミドルズブラFCに3ヶ月の短期レンタルで加入。しかしグラント・レッドビターからポジションを奪えず、契約は延長されることなくトッテナムに復帰した。
2015年1月20日、シーズン終了までの契約でチャールトン・アスレティックFCにレンタル移籍。しかし出場3試合目で肩を負傷し、戦列からの離脱を余儀なくされた。

### ヴェルダー・ブレーメン
2016年2月1日、ヴェルダー・ブレーメンに移籍金30万ユーロで加入。契約は3年半。9月24日、VfLヴォルフスブルク戦でスタメン入り、フル出場し2-1の勝利に貢献した。

### レッドスター・ベオグラード
2025年3月11日、レッドスター・ベオグラードと2025-26シーズンからの3年契約を締結した。

### 代表
ヴェリコヴィッチはセルビア人の両親の下、バーゼルで生まれた。U-16までは出身地であるスイスの代表に選ばれていたが、U-17から両親の祖国であるセルビアに変更した。セルビア代表の一員としてUEFA U-19欧州選手権2013およびFIFA U-20ワールドカップ優勝を経験した。ヴェリコヴィッチは全ての試合センターバックとして出場した。

## 代表歴

### 出場大会
- セルビア代表
  - 2018 FIFAワールドカップ
  - 2022 FIFAワールドカップ

### 試合数
- 国際Aマッチ 29試合 1得点（2017年-）[10]

| セルビア代表 | 国際Aマッチ | 国際Aマッチ |
| 年           | 出場        | 得点        |
| ------------ | ----------- | ----------- |
| 2017         | 2           | 0           |
| 2018         | 7           | 0           |
| 2019         | 0           | 0           |
| 2020         | 0           | 0           |
| 2021         | 6           | 0           |
| 2022         | 9           | 0           |
| 2023         | 5           | 1           |
| 2024         |             |             |
| 通算         | 29          | 1           |

## タイトル
年代別セルビア代表
- UEFA U-19欧州選手権: 2013
- FIFA U-20ワールドカップ: 2015